# Trophomera pacifica
Trophomera pacifica is een rondwormensoort uit de familie van de Benthimermithidae. De wetenschappelijke naam van de soort is voor het eerst geldig gepubliceerd in 2009 door Miljutin & Miljutina.